# Hymns from Nineveh (album)
Hymns from Nineveh er debutalbummet fra det danske indie/folk-band af samme navn. Albummet kom på gaden 21. februar 2011 og fik gode anmeldelser. Det toppede som nummer 7 på den danske Album Top 40.

## Spor
1. "So Mornful the Elegy, So Comforting the Hymn"
2. "Selma"
3. "Hymn for the Lover"
4. "Cocoon"
5. "Eveningsong"
6. "Rage. Silence. Love"
7. "Sister Sorrowsong"
8. "Daughter of Zion"
9. "Come All Ye"
10. "Drink Deep from the Well"